# David Voisin
David Voisin est un footballeur français né le 12 octobre 1975 à Cherbourg. Au cours de sa carrière il joue notamment au Stade rennais et au SCO Angers.
Il est, depuis juin 2009, l'entraîneur des séniors de Thorigné-Fouillard (35).

## Biographie
David Voisin dispute six matchs en Division 1, 25 matchs en Division 2 et un match en Coupe Intertoto.

## Carrière de joueur
- 1992-1998 :  Stade rennais
- 1998-1999 :  LB Châteauroux
- 1999-2000 :  AS Cherbourg
- 2000-2001 :  SCO Angers
- 2001-2006 :  La Vitréenne football club[3]